# Luís Costa
Luís Miguel Faztudo e Costa (Benguela, 7 giugno 1978) è un ex cestista angolano.

## Carriera
Con l'Angola ha disputato i Giochi olimpici di Pechino 2008, i Campionati mondiali del 2006 e due edizioni dei Campionati africani (2007, 2009).

## Palmarès
- Coppa di Portogallo: 1

Oliveirense: 2003